# Melipotis stolida
Melipotis stolida là một loài bướm đêm trong họ Erebidae.